# Карбонатна платформа
Карбонатна платформа — це осадове тіло, яке має топографічний рельєф і складається з автохтонних вапняних відкладень. Ріст платформи опосередковується осідлими організмами, чиї скелети будують риф, або організмами (зазвичай мікробами), які індукують карбонатні опсади через свій метаболізм. Тому карбонатні платформи не можуть розвиватися скрізь: їх немає там, де існують обмежувальні фактори для життя рифоутворюючих організмів. Такими обмежуючими факторами є, серед іншого, світло, температура води, прозорість і значення pH. Наприклад, карбонатне осадження вздовж південноамериканського узбережжя Атлантичного океану відбувається всюди, крім гирла річки Амазонки, через інтенсивну каламутність води там. Яскравими прикладами сучасних карбонатних платформ є Багамські банки, під якими платформа має товщину приблизно 8 км, півострів Юкатан, товщина якого досягає 2 км, Флоридська платформа , платформа, на якій росте Великий Бар'єрний риф і Мальдівські атоли. Усі ці карбонатні платформи та пов'язані з ними рифи приурочені до тропічних широт. Сучасні рифи побудовані в основному склерактиновими коралами, але в далекому минулому інші організми, як-от археоціати (у кембрійському періоді) або вимерлі кнідарії (tabulata та rugosa), були важливими будівельниками рифів.